# Villeneuve (Vaud)
Villeneuve (hist. Neuenstadt am Genfersee) − miasto i gmina (commune) w zachodniej Szwajcarii, w kantonie Vaud, w okręgu (district) Aigle, we francuskojęzycznej części kraju. Leży nad Jeziorem Genewskim.

## Geografia
Centrum miasta leży u brzegu wschodniego krańca Jeziora Genewskiego, niespełna 5 km na wschód od ujścia Rodanu do tego jeziora. Od strony wschodniej nad miastem wznosi się szczyt Malatraix (1767 m n.p.m.), należący do Prealp Vaud (w Schweizer Voralpen).
W górach na północno-wschodnim krańcu gminy jej granica biegnie na pewnym odcinku wzdłuż brzegu zbiornika zaporowego Lac de l’Hongrin (1249 m n.p.m.).

## Demografia
W Villeneuve mieszka 5909 osób. W 2021 roku 41,1% populacji gminy stanowiły osoby urodzone poza Szwajcarią. 

## Transport
Przez teren miasta przebiegają autostrada A9 z Lozanny w górę doliny Rodanu, biegnąca równolegle do niej droga główna nr 9 oraz linia kolejowa Lozanna - Brig. 